# 漢考克縣 (田納西州)
漢考克縣（英語：Hancock County）是美國田納西州北部的一個縣，北鄰肯塔基州。面積579平方公里。根据美國2000年人口普查，共有人口6,786人。縣治斯尼德維爾（Sneedville）。
成立於1844年 (1848年獲法院確認)，以《美國獨立宣言》首名簽署者約翰·漢考克命名。